# Superliga 2001/02 (Türkei)
Die Saison 2001/02 war die zehnte Spielzeit der Superliga, der höchsten türkischen Eishockeyspielklasse. Meister wurde zum sechsten Mal in der Vereinsgeschichte Büyükşehir Belediyesi Ankara SK.

## Hauptrunde

### Modus
In der Hauptrunde absolvierte jede der neun Mannschaften insgesamt 16 Spiele. Die vier bestplatzierten Mannschaften qualifizierten sich für die Playoffs, in denen der Meister ausgespielt wurde. Für einen Sieg erhielt jede Mannschaft zwei Punkte, bei einem Unentschieden gab es ein Punkt und bei einer Niederlage null Punkte.

### Tabelle
|    | Klub                            | Sp | S  | U | N  | Tore    | Punkte |
| -- | ------------------------------- | -- | -- | - | -- | ------- | ------ |
| 1. | Büyükşehir Belediyesi Ankara SK | 16 | 16 | 0 | 0  | 484:33  | 32     |
| 2. | Polis Akademisi ve Koleji       | 16 | 14 | 0 | 2  | 341:23  | 28     |
| 3. | Bogazici PSK Istanbul           | 16 | 10 | 1 | 5  | 236:57  | 21     |
| 4. | İzmir Büyükşehir Belediyesi SK  | 16 | 10 | 0 | 6  | 148:112 | 20     |
| 5. | İzmit Büyüksehir BSK            | 16 | 9  | 1 | 6  | 261:104 | 19     |
| 6. | Antalya Akdeniz Kolejliler      | 16 | 5  | 0 | 11 | 95:231  | 10     |
| 7. | Başkent Yıldızları Buz Pateni   | 16 | 4  | 0 | 12 | 61:195  | 8      |
| 8. | Izmit Sirintepe SK              | 16 | 2  | 1 | 13 | 26:322  | 5      |
| 9. | TED Istanbul Kolejliler SK      | 16 | 0  | 1 | 15 | 21:486  | 1      |

Sp = Spiele, S = Siege, U = unentschieden, N = Niederlagen

## Playoffs

### Halbfinale
- Polis Akademisi ve Koleji – Bogazici PSK Istanbul 6:0
- Büyükşehir Belediyesi Ankara SK – İzmir Büyükşehir Belediyesi SK 6:5

### Spiel um Platz 3
- Izmir Büyüksehir BSK – Bogazici PSK Istanbul 3:2

### Finale
- Polis Akademisi ve Koleji – Büyükşehir Belediyesi Ankara SK 1:5